# Harry Ralton
Harry Ralton (* 2. Mai 1897 in Breslau als Karl Heinz Rosenthal; † 8. April 1953) war ein deutscher Komponist, Pianist und Autor.

## Leben
Karl Heinz Rosenthal arbeitete als Komponist unter dem Künstlernamen »Harry Ralton«. Ralton schrieb neben Tanz- und Unterhaltungsmusik, wie „The Dolly Brothers“ (Foxtrot), „Baby, du hast dich verändert“ (Foxtrot, Text: Fritz Rotter), „Eine kleine Liebelei“ (Boston, Text: Fritz Rotter), „Wenn du mich küßt, versinkt die Welt um mich“ (Blues, Text: Fritz Rotter & Otto Stransky) auch Kompositionen für Hörspiele und Revuen und für den eben erst eingeführten Tonfilm. Ralton arbeitete in den Jahren 1929/30 intensiv mit Max Ophüls bei der „Schlesischen Funkstunde“ in Breslau unter deren Intendanten Fritz Walter Bischoff  zusammen. Er schrieb die Musik zu Revuen über politische und kulturelle Themen, die Ophüls, der damals Oberspielleiter am Breslauer Schauspielhaus war, dort inszenierte. Diese wurden von der „Schlesischen Funkstunde“ direkt übertragen. Ophüls, der schon früher angefangen hatte, für den Rundfunk zu arbeiten, hatte beim Breslauer Sender eine regelmäßige Funkkolumne („Theaterplauderei“) und produzierte, meist zusammen mit Ralton, kabarettistische Monatsmagazine. Nachdem er im Januar 1931 nach Berlin gezogen war, arbeitete er für die „Berliner Funkstunde“.
Ralton schrieb politisch engagierte Lieder, die von Ernst Busch gesungen wurden. Nach der Machtergreifung der Nationalsozialisten 1933 musste Ralton Deutschland verlassen. Er ging nach England in die Emigration. Dort wurde er naturalisierter britischer Staatsbürger. In den 1940er Jahren leitete er einen eigenen kleinen Musikverlag (“Arcadia Music”) in London. 1948 gab er seinen Geburtsnamen zugunsten seines Künstlernamens endgültig auf. Ralton starb am 8. April 1953 in England.

## Werk

### Tondokumente (Auswahl)
Aufnahmen auf Industrie-Schallplatten:
- Electro-Vox 8644, The Dolly Brothers. Foxtrott, Tanz-Orchester Bernard Etté[17]
- Electro-Vox 8677, Eine kleine Liebelei, Boston (H. Ralton, F. Rotter), Orchester Gabriel Formiggini, Gesang Theo Lucas[18]
- Parlophon B.12 001, Eine kleine Liebelei. Boston (H. Ralton, F. Rotter), Orchester Edith Lorand.
- Grammophon 21 373 b dto., “Paul Godwin mit seinem Künstler-Ensemble”
- Grammophon 21 443 b dto., “Paul Godwins Jazz-Sinfoniker”
- Odeon O-4923 a dto., Kammersgr. Richard Tauber, mit Odeon-Künstler-Orchester
- Grammophon 22 006, Baby, du hast dich verändert. Foxtrott (Text: Fritz Rotter), Orchester Paul Godwin
- Grammophon 22 004 dto., mit Refraingesang
- Odeon O-2870 a dto., mit Refraingesang, Orchester Dajos Béla
- Derby blau 5543 a, Wenn du mich küßt, versinkt die Welt um mich. Blues (H. Ralton, F. Rotter, O. Stranský), Tanz-Orchester
- Grammophon 22 004 b dto., mit Refraingesang, Orchester Paul Godwin
- Odeon O-2870 b  dto., mit Refraingesang, Orchester Dajos Béla
- Gloria G.O. 10 711 a, Sechstagerennen (C. Behr/H. Ralton), Ernst Busch, mit Orchester, Dirigent: Otto Dobrindt
- Gloria G.O. 10 711 b, Lied von den Murmeln (M. Ophüls/H. Ralton), Ernst Busch, mit Orchester, Dirigent: Otto Dobrindt

### Tonfilme
- Eine kleine Liebelei. Lied und Valse Boston., Deutschland 1929, Kurz-Spielfilm. Regie: Guido Bagier. Gesang: Erik Wirl.
- Ins Blaue hinein., Deutschland 1929, Kurz-Spielfilm. Regie: Eugen Schüfftan.
- Laut IMDb wirkte Ralton, allerdings uncredited, auch im britischen Exil 1946 noch beim soundtrack des Musikfilms “Here Comes The Sun” mit dem populären Komikerduo (Bud) Flanagan und (Chesney) Allen mit. Der Film von John Baxter (1896–1975) hatte am 10. Juni 1946 Premiere.[19]

Werke in der Emigration (1940/1950) befinden sich in der National Library of Australia im Katalog.:

### Wiederveröffentlichungen
- CD Dass nichts bleibt, wie es war! Sänger, Chöre, Orchester, Teil 3 (1928–1945)[21], enthält von Harry Ralton auf track 45 Das Lied von den Murmeln,[22]
- Begleit-CD zu Schramm und Elsner, 2006 enthält von Harry Ralton “Sechstagerennen” und “Das Lied von den Murmeln”.[23]
- CD Ernst Busch – Der Barrikaden-Tauber. Label: Edition BARBArossa – EdBa 01303-2 (1994) enthält track 2 das "Lied von den Murmeln" und track 9 "Sechstagerennen".

Zahlreiche seiner Kompositionen sind auf Youtube zu hören. Noten und Texte:
- Den Text des Liedes “Sechstagerennen” von Carl Behr[24]
- Die Noten zum “Lied von den Murmeln” bietet die web-Seite des Gewerkschaftschores “Quergesang”[25]